# Минимална работна заплата в Сърбия
Минималната работна заплата в Сърбия е най-ниското месечно или почасово възнаграждение, което работодателите се задължават да заплащат на работниците си. Сумата се определя от правителството на Сърбия.
През периода на прилагане на Закона за трудовите отношения („Държавен вестник на Република Сърбия“, бр. 55/96, 28/2001 и 43/2001 – друг закон), от 8 януари 1997 г. до 21 декември 2001 г. минималната работна заплата е определена да бъде в размер „35% от средната работна заплата в икономиката на републиката, съгласно последните публикувани данни на републиканския орган по статистика“. В периода от 21 декември 2001 г. до 23 март 2005 г. е предвидено минималната работна заплата да се определя със споразумение между правителството на Република Сърбия, представителен синдикат и представителна асоциация на работодателите, организирани за територията на Република Сърбия, в съответствие със закона. С член 112 от Закона за труда („Официален вестник на Република Сърбия“ № 24/05 и 61/05) е установена компетентността на Социално-икономическия съвет на Република Сърбия за определяне на минималната работна заплата със задължението да се вземат предвид по-специално следните параметри: издръжката на живота, тенденцията на средната заплата в Република Сърбия, екзистенциалните и социални нужди на служителя и неговото семейство, нивото на безработица, тенденцията на заетостта на пазара на труда и общото ниво на икономическо развитие на Република Сърбия. Законът постановява, че минималната работна заплата се определя за работен час, за период от най-малко шест месеца. От 1 януари 2019 г. минималната заплата в Сърбия в зависимост от месеца е между 33 306,70 и 38 623,68 динара (281,65 – 326,62 евро – бруто), или между 24848 и 28575,20 динара (210,12 – 241,64 евро – нето) на месец.

## Размер
| Минимално заплащане     | Минимално заплащане                           | Минимално заплащане |
| Период                  | Минимално заплащане на час (в сръбски динари) | Закон               |
| ----------------------- | --------------------------------------------- | ------------------- |
| 01.01.2002 – 01.06.2002 | 18,46                                         |                     |
| 01.07.2002 – 31.12.2002 | 22,50                                         |                     |
| 01.01.2003 – 01.06.2003 | 25,00                                         |                     |
| 01.07.2003 – 31.12.2003 | 27,00                                         |                     |
| 01.01.2004 – 01.06.2004 | 31,00                                         |                     |
| 01.07.2004 – 31.12.2004 | 35,00                                         |                     |
| 01.01.2005 – 01.06.2005 | 38,50                                         |                     |
| 01.07.2005 – 31.12.2005 | 41,00                                         |                     |
| 01.01.2006 – 01.06.2006 | 46,00                                         |                     |
| 01.07.2006 – 31.12.2006 | 55,00                                         |                     |
| 01.01.2007 – 01.06.2007 | 63,50                                         |                     |
| 01.07.2007 – 31.12.2007 | 70,00                                         |                     |
| 01.01.2008 – 01.06.2008 | 78,00                                         |                     |
| 01.07.2008 – 31.12.2008 | 87,00                                         |                     |
| 01.01.2009 – 01.06.2009 | 87,00                                         |                     |
| 01.07.2009 – 31.12.2009 | 90,00                                         |                     |
| 01.01.2005 – 01.06.2010 | 90,00                                         |                     |
| 01.07.2010 – 01.10.2010 | 95,00                                         |                     |
| 01.11.2010 – 31.12.2010 | 95,00                                         |                     |
| 01.01.2011 – 01.05.2011 | 102,00                                        |                     |
| 01.06.2011 – 31.12.2011 | 102,00                                        |                     |
| 01.01.2012 – 01.03.2012 | 102,00                                        |                     |
| 01.04.2012 – 31.12.2012 | 115,00                                        |                     |
| 01.01.2013 – 31.12.2013 | 115,00                                        |                     |
| 01.01.2014 – 31.12.2014 | 115,00                                        |                     |
| 01.01.2015 – 31.12.2015 | 121,00                                        |                     |
| 01.01.2016 – 31.12.2016 | 121,00                                        |                     |
| 01.01.2017 – 31.12.2017 | 130,00                                        |                     |
| 01.01.2018 – 31.12.2018 | 143,00                                        |                     |
| 01.01.2019 – 31.12.2019 | 155,30                                        |                     |
| 01.01.2020 – 31.12.2020 | 172,54                                        |                     |